# Luigi Crocco
Pour les articles homonymes, voir Crocco.
Luigi Crocco, né le 2 février 1909 à Palerme, mort le 19 novembre 1986 à Rome est un physicien et ingénieur italien ayant travaillé dans le domaine de la mécanique des fluides.
Il est le fils de Gaetano Crocco.

## Biographie
Luigi Crocco a soutenu sa thèse en 1936 à l'Université de Rome « La Sapienza ».
À partir de cette date il enseigne la conception des moteurs d'avion dans cette université où il devient professeur en 1939. Il va ensuite occuper la chaire Robert Goddard pour la propulsion et le vol spatial à l'Université de Princeton en 1952. Durant cette période, il acquiert la nationalité américaine. Il devient directeur du Laboratoire d'aéronautique Guggenheim.
De retour en Europe il est professeur à la Faculté des sciences de Paris puis à l'École centrale des arts et manufactures (Centrale Paris).
Spécialiste des instabilités de combustion dans les propulseurs il sera au cours de sa carrière consultant pour l'ONERA et de la NASA sur le projet Saturn V, ainsi que de nombreuses sociétés de l'aéronautique.
De sa carrière de chercheur on retient le théorème de Crocco pour les écoulements potentiels, le nombre de Crocco pour les écoulements en tuyère ou la transformée de Crocco pour la couche limite.

## Distinctions
- Membre de l'Académie nationale d'ingénierie des États-Unis (1979),
- Membre de l'Académie des Lyncéens,
- Membre de l'Académie des sciences de Turin,
- Membre de l'Académie internationale d'astronautique,
- Membre de la Société des ingénieurs civils de France,
- Compagnon de l'AIAA,
- Médaille George Edward Pendray de l'AIAA (1965),
- Médaille Wilde de l'AIAA (1969),
- Médaille d'or Colombus de l'AIAA (1973).